# 10e bataillon de parachutistes coloniaux
Le 10e bataillon de parachutistes coloniaux est un bataillon de parachutistes français créé le 1er avril 1952 à Quimper. Il devient le deuxième bataillon du 1er RCP (2/1er RCP) le 1er janvier 1953 aux ordres du chef de bataillon Jean Bréchignac et acheminé vers l'Indochine.